# Seznam zápasů české fotbalové reprezentace 1995
V roce 1995 odehrála česká fotbalová reprezentace celkem 10 mezistátních zápasů, z toho 7 kvalifikačních o ME 1996 a 3 přátelské. Celková bilance byla 7 výher, 2 remízy a 1 prohra. Hlavním trenérem byl Dušan Uhrin.

## Přehled zápasů
| 8. března 1995 přátelský             |       |           |                                                           |
| Česko                                | 4 – 1 | Finsko    | Za Lužánkami, Brno diváci: 7 745 rozhodčí: Bohdan Benedik |
| Berger 8' (pen.), 45' Samec 56', 88' |       | 71' Hjelm | Za Lužánkami, Brno diváci: 7 745 rozhodčí: Bohdan Benedik |

| 29. března 1995 kvalifikace ME 1996 |       |                                    |                                                  |
| Česko                               | 4 – 2 | Bělorusko                          | Bazaly, Ostrava diváci: 5 549 rozhodčí: Vossiere |
| Kadlec 5' Berger 17', 62' Kuka 68'  |       | 45' (pen.) Herasimec 88' Hurynovič | Bazaly, Ostrava diváci: 5 549 rozhodčí: Vossiere |

| 26. dubna 1995 kvalifikace ME 1996  |       |            |                                                          |
| Česko                               | 3 – 1 | Nizozemsko | Letná, Praha diváci: 17 463 rozhodčí: Hellmut Heinz Krug |
| Skuhravý 49' Němeček 58' Berger 62' |       | 7' Jonk    | Letná, Praha diváci: 17 463 rozhodčí: Hellmut Heinz Krug |

| 8. května 1995 přátelský |       |             |                                                                |
| Slovensko                | 1 – 1 | Česko       | Tehelné pole, Bratislava diváci: 10 000 rozhodčí: Leif Sundell |
| Timko 57'                |       | 32' Šmejkal | Tehelné pole, Bratislava diváci: 10 000 rozhodčí: Leif Sundell |

| 7. června 1995 kvalifikace ME 1996 |       |       |                                                                      |
| Lucembursko                        | 1 – 0 | Česko | Stade Josyho Barthela, Lucemburk diváci: 1 030 rozhodčí: John Ashman |
| Hellers 89'                        |       |       | Stade Josyho Barthela, Lucemburk diváci: 1 030 rozhodčí: John Ashman |

| 16. srpna 1995 kvalifikace ME 1996 |       |                |                                                                  |
| Norsko                             | 1 – 1 | Česko          | Ullevaal Stadion, Oslo diváci: 22 054 rozhodčí: Sergej Chusainov |
| Berg 26'                           |       | 84' Suchopárek | Ullevaal Stadion, Oslo diváci: 22 054 rozhodčí: Sergej Chusainov |

| 6. září 1995 kvalifikace ME 1996 |       |        |                                                          |
| Česko                            | 2 – 0 | Norsko | Letná, Praha diváci: 19 522 rozhodčí: Kurt Röthlisberger |
| Skuhravý 6' (pen.) Drulák 86'    |       |        | Letná, Praha diváci: 19 522 rozhodčí: Kurt Röthlisberger |

| 7. října 1995 kvalifikace ME 1996 |       |                       |                                                     |
| Bělorusko                         | 0 – 2 | Česko                 | Dinamo, Minsk diváci: 15 000 rozhodčí: Anders Frisk |
|                                   |       | 25' Frýdek 84' Berger | Dinamo, Minsk diváci: 15 000 rozhodčí: Anders Frisk |

| 15. listopadu 1995 kvalifikace ME 1996 |       |             |                                              |
| Česko                                  | 3 – 0 | Lucembursko | Letná, Praha diváci: 20 239 rozhodčí: Nieser |
| Drulák 37', 46' Berger 57'             |       |             | Letná, Praha diváci: 20 239 rozhodčí: Nieser |

| 13. prosince 1995 přátelský |       |                       |                                      |
| Kuvajt                      | 1 – 2 | Česko                 | Kuvajt diváci: 2 000 rozhodčí: Baští |
| Al-Shammari 82'             |       | 5' Gabriel 50' Drulák | Kuvajt diváci: 2 000 rozhodčí: Baští |